# هاینریش اشنایدرایت
هاینریش اشنایدرایت (انگلیسی: Heinrich Schneidereit؛ ۲۳ دسامبر ۱۸۸۴ – ۳۰ سپتامبر ۱۹۱۵) وزنه‌بردار و ورزشکار طناب‌کشی اهل آلمان بود.
وی در مسابقات کشوری و بین‌المللی در مجموع برندهٔ ۲ مدال طلا، ۲ مدال نقره، ۳ مدال برنز شده‌است.